# Sparidentex
Sparidentex is een monotypisch geslacht van straalvinnige vissen uit de familie van zeebrasems (Sparidae).

## Soort
- Sparidentex hasta (Valenciennes, 1830)